# Шанды (Павлодарская область)
Шанды (каз. Шаңды, до 01.03.1997 г. — Эрик) — село в Павлодарском районе Павлодарской области Казахстана. Входит в состав Красноармейского сельского округа. Код КАТО — 556049400.

## Население
В 1999 году население села составляло 194 человека (91 мужчина и 103 женщины). По данным переписи 2009 года, в селе проживало 159 человек (87 мужчин и 72 женщины).